# Кировский район (Керчь)
Ки́ровский райо́н — упразднённый ныне внутригородской район в центральной части Керчи, существовавший в 1938—1988 годах. Один из трёх городских районов Керчи в этот период (наряду с Ленинским и Орджоникидзевским районами).

## История
Кировский район был образован вместе с двумя остальными районами в 1938 году и назван в честь Сергея Кирова. Район включал в себя центральную часть города. Некоторые удалённые микрорайоны, вошедшие в состав Кировского района, были включены в границы Керчи, по-видимому, только в послевоенные годы. В частности, на карте 1941 года в качестве отдельных населённых пунктов обозначены Солдатская слободка и Скасиев Фонтан, после присоединения к городу переименованный в Мичурино в честь И. В. Мичурина. К югу от Кировского района располагался Орджоникидзевский район, к востоку — Ленинский район (граница проходила по улицам Пошивальникова и Строителей). Ликвидирован район Указом Президиума Верховного Совета Украинской ССР от 14 ноября 1988 года «О ликвидации районов в городе Керчь Крымской области».

## Население
| Население района            | 1939   | 1959   | 1970   | 1979   |
| Численность, человек        | 62 650 | 53 525 | 66 895 | 85 186 |
| Доля от населения города, % | 60,0 % | 54,2 % | 52,4 % | 54,3 % |

На протяжении всей своей истории Кировский район по численности населения был крупнейшим в городе, концентрируя в своих границах более половины жителей Керчи.

## Структура района
Микрорайоны
Кроме центральной части города, где была сосредоточена основная застройка, Кировский район включал в себя несколько отдалённых микрорайонов:
- Марат[11]
- Мичурино
- Солдатская слободка
- Цементная слободка[12][4]

Основные магистрали
- Ул. Будённого
- Вокзальное шоссе
- Ул. Гагарина
- Ул. Горького
- Ул. Кирова
- Улица Кокорина
- Улица Маршала Ерёменко
- Объездная ул.
- Улица Патриса Лумумбы
- Ул. Свердлова
- Трудовой пер.
- Ул. Чкалова[4]

## Экономика и транспорт
Крупнейшие предприятия
- Керченский судоремонтный завод
- Центральный рынок

Транспорт

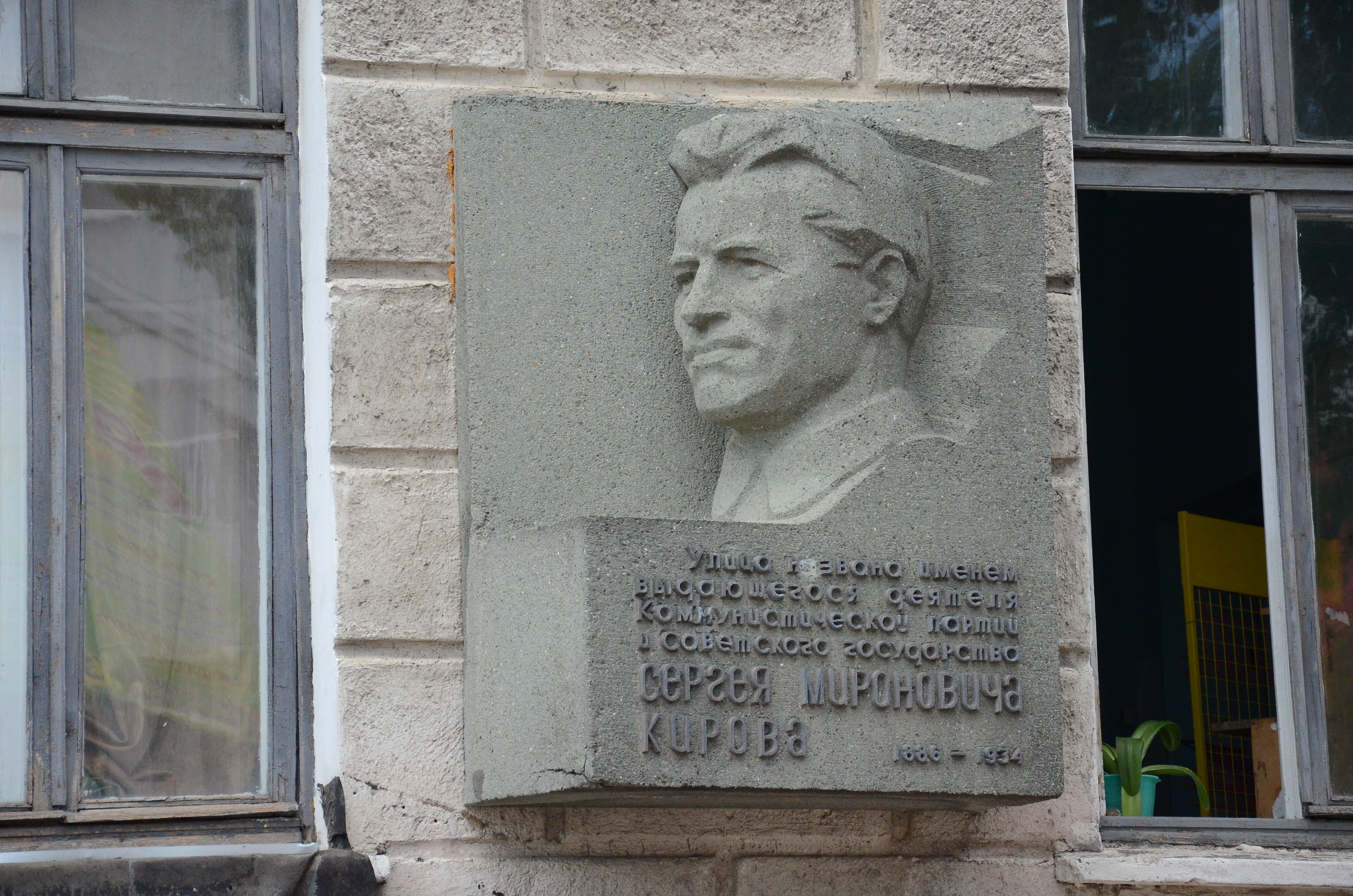
Мемориальная доска на улице Кирова

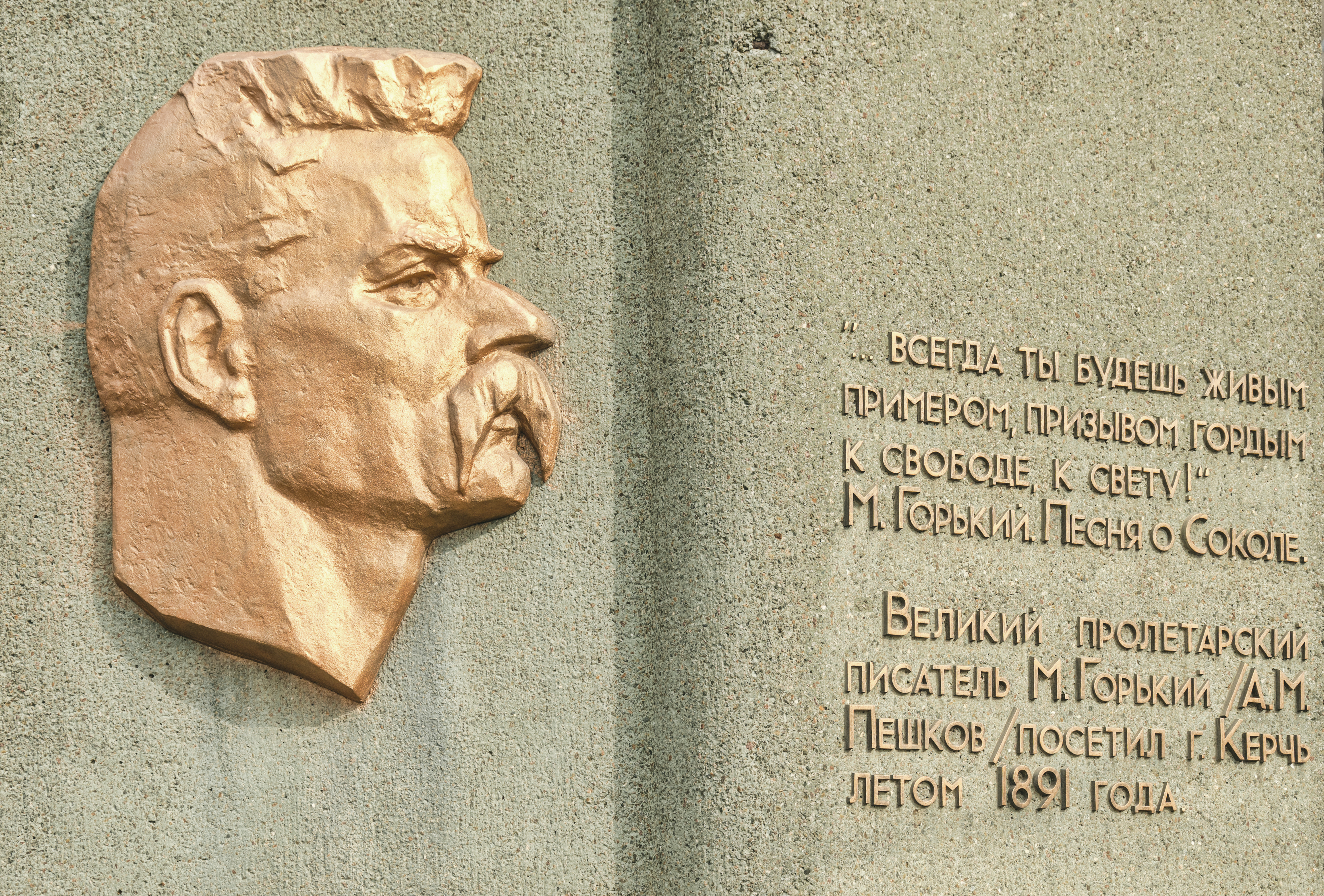
Памятный знак на улице Горького

- Автобусы: 1-4, 4а, 5-11, 13, 18, 18а, 19, 22-24, 26, 27, 61, 62, 64, 65, 67, 69, 70, 70а, 71, 72, 75, 83[4]. На пересечении улиц Горького и Маршала Ерёменко — центральный автовокзал Керчи
- Железная дорога: платформа 95 км и станции Керченский завод и Керчь II (с 1970 года — Керчь; главный вокзал города)
- Морские перевозки: Морской вокзал, Керченский морской рыбный порт, Керченский морской торговый порт
- Авиационный транспорт: к северу от микрорайона Мичурино располагался гражданский аэропорт Керчь

## Культура, спорт и отдых
Достопримечательности и музеи
- Картинная галерея
- Керченский историко-археологический музей
- Погребальный курган Куль-Оба
- Погребальный Мелек-Чесменский курган
- Гора Митридат с Обелиском Славы, комплексом лестниц XIX века (Большая и Малая Митридатские лестницы) и руинами античного Пантикапея
- Церковь Иоанна Предтечи[4]

Спорт
- Главный городской стадион — стадион имени 50-летия Октября[4]

Рекреация
- Парк культуры и отдыха с летним театром и аттракционами[4]